# Candelária Sport Clube
El Candelária Sport Clube és un club d'hoquei patins de la ciutat de Candelária, Madalena, a l'arxipèlag portuguès de les Illes Açores. Es va fundar el 24 de gener de 1990 i actualment disputa el Campionat Nacional de lliga de 2a Divisió (zona sud) de Portugal. Finalista de la Copa de la CERS 2006-2007, on caigué derrotat pel CP Vilanova.